# (166570) Adolfträger
(166570) Adolfträger est un astéroïde de la ceinture principale.

## Description
(166570) Adolftrager est un astéroïde de la ceinture principale. Il fut découvert le 8 septembre 2002 à l'Observatoire Kleť par le projet KLENOT. Il présente une orbite caractérisée par un demi-grand axe de 3,23 UA, une excentricité de 0,09 et une inclinaison de 6,6° par rapport à l'écliptique.

## Compléments